# Templo de Afrodita (Rodas)
El Templo de Afrodita era un antiguo templo griego dedicado a la diosa Afrodita en la ciudad de Rodas, en la isla del mismo nombre (actual Rodas), en Grecia. Sus ruinas se encuentran en la parte noreste del casco antiguo de Rodas.

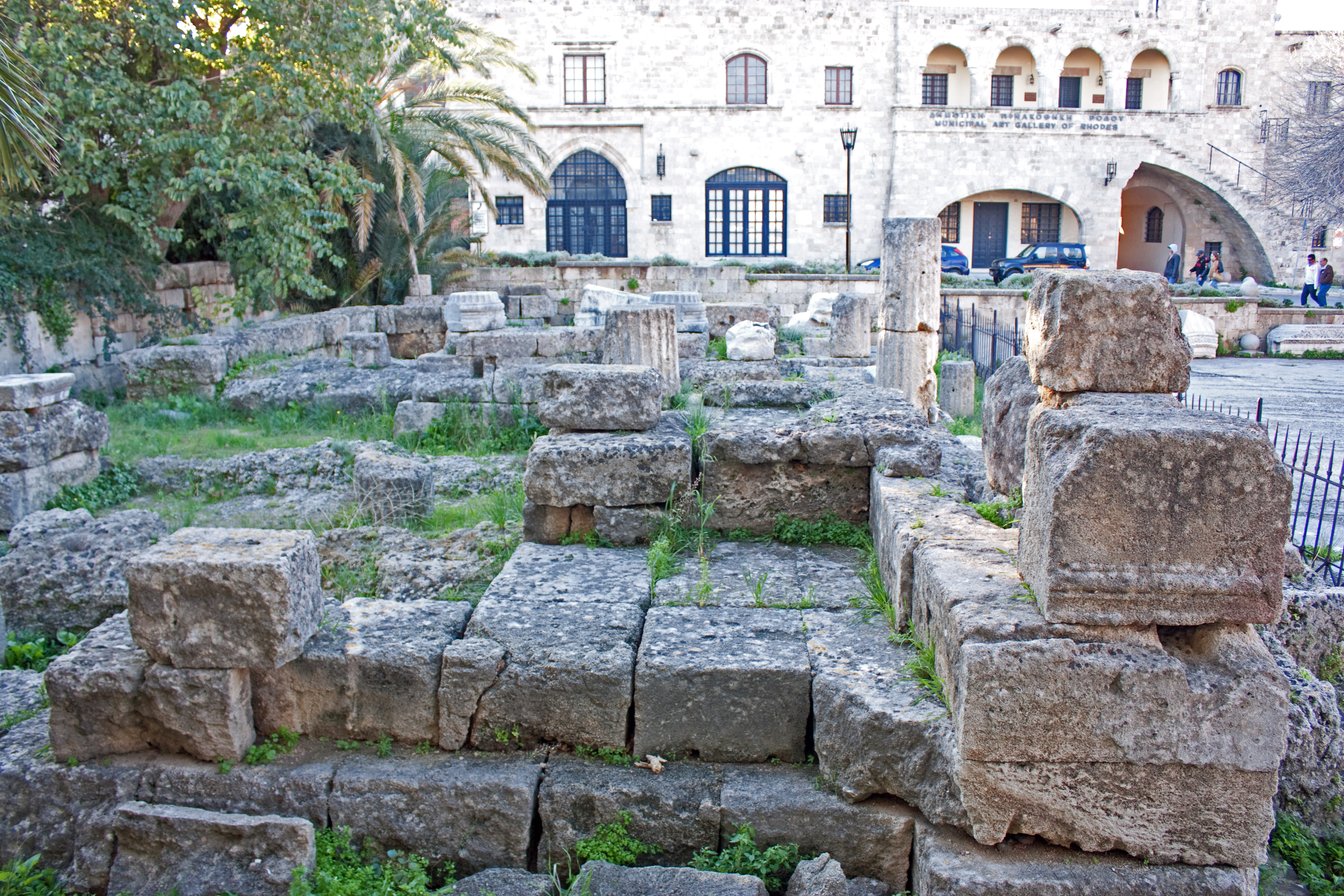
Ruinas del templo.

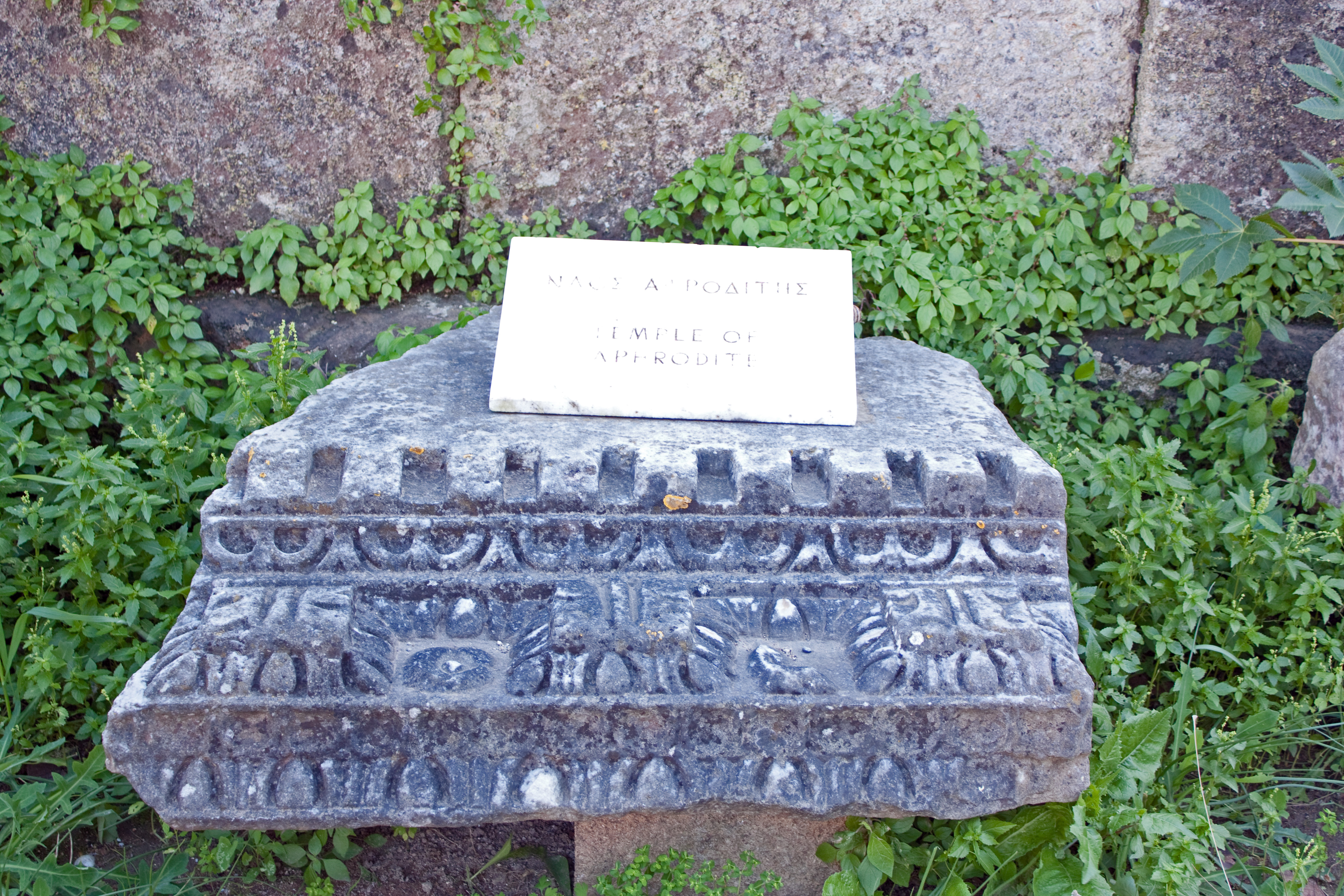
Elemento decorativo del templo.

Se construyó en el período helenístico, en el año 200 a. C. Estaba situado en la zona entre el puerto principal y el puerto militar. El edificio seguía la orientación habitual este-oeste. Era pequeño y tenía columnas (próstilo in antis) en los extremos. Su material de construcción era la piedra caliza, recubierta de estuco. Dentro del templo, la naos, tenía columnas jónicas en tres lados, que eran semicolumnas en los lados largos.
Los cimientos del templo y algunas otras partes, incluidos elementos decorativos, han sobrevivido, e incluso los pocos que quedan son los restos más visibles de la ciudad baja en la actualidad. Las ruinas se encuentran cerca del Museo de Arte de la ciudad de Rodas y de la Plaza de los Mártires Hebreos (Plateía Evraíon Martýron), justo al norte del Museo Arqueológico de Rodas.
La escultura Afrodita de Cnido del Museo Arqueológico procede posiblemente de este templo.